# Hebe Casado
Hebe Casado (Cuadro Benegas, San Rafael, Argentina; 27 de agosto de 1976) es una médica y política argentina. Es la actual vicegobernadora de la provincia de Mendoza para el período 2023 -2027. Es la segunda vicegobernadora mujer de Mendoza desde la recuperación de la democracia en 1983.

## Trayectoria
Es médica inmunoóloga por la Universidad Nacional de Cuyo.
Desde que se unió a la política se ha mostrado muy cercana a Patricia Bullrich, para quien trabajó en su campaña presidencial durante 2023.

### Diputada Provincial (2018-2022)
Fue diputada provincial (2018-2022) tras ser elegida en las elecciones provinciales de 2017, comenzando sus funciones en mayo de 2018. En 2021 fue atacada por sus comentarios en Twitter por desearle a Cristina Fernández de Kirchner que se contagie de COVID-19 tras una reunión con Alberto Fernández, y ella respondió que debería darles vergüenza por vacunarse antes que la gente.
Casado se describe como una liberal de verdad y, dentro del Frente Cambia Mendoza, es aliada de Alfredo Cornejo, el exgobernador de Mendoza que, junto a Casado como compañera de fórmula, regresó al poder en 2023 tras ganarle ampliamente, una vez más, a Omar De Marchi.

### Vicegobernadora de Mendoza (2023-actualidad)
En las elecciones provinciales de 2023 fue electa Vicegobernadora de la provincia junto a Alfredo Cornejo por el Frente Cambia Mendoza, coalición de centroderecha. Asumirá el 10 de diciembre de 2023. Casado presidirá un senado de 19 senadores oficialistas y 19 de oposición por lo cual será la encargada de lograr los consensos o "tener el cuchillo en los dientes" cómo lo dijo ella.También comentó que se reunió con la ex vicegobernadora Laura Montero y el ex vice Juan Carlos Jaliff quienes la felicitaron y les comentaron de sus experiencias.
Casado es la segunda Vicegobernadora mujer electa de Mendoza desde la recuperación de la democracia en 1983.Finalmente asumió la vicegobernacion el 9 de diciembre.

#### Candidata a presidenta del PRO Mendoza 2024
El 6 de enero de 2024, Casado anunció que irá por la presidencia del PRO mendocino en marzo el cual se encuentra intervenido desde que Omar De Marchi y el entonces presidente del partido y actual diputado nacional Álvaro Martínez intentaron llevarse el partido a La Unión Mendocina coalición que formaron para pelear a Frente Cambia Mendoza la cual pertenece el PRO desde 2015, Casado está acumulando poder para lograr la meta y también hizo saber que ella como el gobernador Cornejo estarán visitando el sur provincial ya que por años los habitantes se sintieron abandonados. El 12 de enero de 2024, la vicegobernadora visitó las áreas afectadas de San Rafael que causó la gran tormenta de granizo.
En las elecciones a presidente del PRO de la provincia el 30 de junio, Casado perdió la interna contra el delfín de Omar De Marchi el senador provincial (2022-actualidad), Gabriel Pradines 53% a 47% una elección muy apretada.

## Controversias
En 2020, durante la pandemia de COVID-19, la legisladora publicó en redes sociales «Son 30 mil, no como los otros 30 mil», haciendo referencia a la cantidad de víctimas del terrorismo de Estado en Argentina. Luego, pidió disculpas.
En 2024, afirmó que "algunas carreras son hobbies", en el marco de las manifestaciones en defensa de la educación pública del día martes 23 de abril.